# Теорема Кантора
Теорема Кантора — твердження у теорії множин, що потужність довільної множини є меншою, ніж потужність її булеану (множини всіх її підмножин). Названа на честь німецького математика Георга Кантора.

## Доведення
Припустимо, що існує множина {\displaystyle ~A}, потужність якої є рівною потужності множини {\displaystyle ~2^{A}}, тобто існує бієкція {\displaystyle ~f(x):A\to 2^{A}.}
Розглянемо множину {\displaystyle B=\left\{x\in A:\;x\not \in f(x)\right\}.} Оскільки {\displaystyle ~f} бієкція та {\displaystyle B\subseteq A} (тобто {\displaystyle B\in 2^{A}}), тому {\displaystyle \exists y\in A:\;f(y)=B}.
Подивимось, чи може {\displaystyle ~y} належати {\displaystyle B}. Якщо {\displaystyle y\in B}, то {\displaystyle y\in f(y)}, а тоді, за визначенням {\displaystyle B} {\displaystyle y\not \in B}. І навпаки, якщо {\displaystyle y\not \in B}, то {\displaystyle y\not \in f(y)}, а отже {\displaystyle y\in B}.
У будь-якому випадку, одержуємо суперечність. Отже, початкове припущення помилкове і потужність {\displaystyle ~A} менша потужності {\displaystyle ~2^{A}}.